# Рис и горох
Рис и горох (англ. rice and peas) или Горох и рис — традиционная еда на Карибских островах. Горох — обычно это голубиный горох, но его часто заменяют фасолью, а блюдо часто подают с карри из козлятины.
В 1961 году лингвист и лексикограф Фредерик Дж. Кэссиди отметил, что блюдо упоминалось как символ Ямайки.

## Англо-Карибы
Рис и горох являются основой кухонь Багамских островов, Ямайки, Барбадоса и многих других англоязычных островов Карибского бассейна. На Багамах он известен как peas n' rice, откуда и название Багамской песни «Mama Don’t Want No Peas an' Rice an' Cocoanut Oil». Блюдо сделано с рисом и любыми доступными бобовыми культурами, такими, как фасоль, голубиный горох или коровий горох. Сочетание зерна с бобовыми культурами образует «полный белок»: источник белка, который содержит достаточную долю каждой из девяти незаменимых аминокислот необходимых в человеческом рационе.
Горох отваривают с семенами перца и чесноком до готовности. Перец Scotch bonnet, тимьян, лук, тёртый имбирь и кокосовое молоко затем добавляют вместе с рисом и оставляют на медленном огне до готовности.
Варианты рецепта включают использование солёной свинины или говядины вместо соли. Курица также используется в гайанских вариациях этого блюда и известна как cookup rice. Это придаёт блюду аромат и снижает потребность в дополнительном белке.
Рис и горох, классическое воскресное обеденное блюдо, обычно подают с тушёным мясом, например, с курицей, говядиной, бараниной или свининой, или рыбой или морепродуктами, такими как креветки, крабы или королевская рыба. Голубиный горох или горох гунго ассоциируется с Рождеством.

## США
Скачущий Джон — блюдо, которое подают на юге Соединённых Штатов, состоящее из черноглазого гороха (или полевого гороха) и риса, нарезанного лука и нарезанного бекона.